# Barbara Babilińska
Barbara Babilińska, właśc. Barbara Maria Babilińska-Głódkowska (ur. 28 lutego 1960 w Tczewie) – polska aktorka filmowa, teatralna i telewizyjna.

## Życiorys
Absolwentka Studia Wokalno-Aktorskiego przy Teatrze Muzycznym w Gdyni (1983). W latach 1979–1983 występowała jako adeptka w Teatrze Muzycznym w Gdyni, a w latach 1983–1984 była aktorką Teatru im. Kochanowskiego w Opolu. Od 1989 roku gra różne role filmowe, głównie występuje w serialach telewizyjnych. Jest również organizatorką cyklu Poranki familijne w Ogrodach Frascati w Warszawie dla dzieci, które nie mogły wyjechać na wakacje.

### Spektakle teatralne

#### Teatr Muzyczny, Gdynia
- 1981 – W zielonej krainie Oz jako Zając (reż. Jan Skotnicki)
- 1982 – Opera za trzy grosze jako Polly Peachum; Jenny (reż. Waldemar Matuszewski)
- 1983 – Janosik, czyli na szkle malowane jako Anioł (reż. Jan Uryga)

#### Teatr im. Kochanowskiego, Opole
- 1984 – Słowik jako Pomywaczka (reż. Jarosław Kuszewski)
- 1984 – Wesołego powszedniego dnia jako kobieta (reż. Tadeusz Wiśniewski)

#### Teatr Komedia, Warszawa
- 1996 – Pierścień i róża jako Gburia-Furia (reż. Jerzy Gruza)
- 1998 – Król Maciuś Pierwszy jako Poddana króla (reż. Cezary Domagała)

### Filmografia

#### Filmy pełnometrażowe
- 1991: Rozmowy kontrolowane jako Szwedka
- 1992: Pamiętnik znaleziony w garbie jako Greta Nowotny
- 1992: Wszystko co najważniejsze... jako chłopka
- 1992: Prawdziwie po polsku jako zakonnica
- 1995: Nic śmiesznego jako kobieta w wysadzonym wychodku
- 1995: Awantura o Basię jako bufetowa
- 1996: Dzieci i ryby jako Jadzia, uczestniczka zjazdu absolwentów
- 1997: Prostytutki
- 2004: Karol. Człowiek, który został papieżem jako Józefa
- 2004: Ono jako matka panny młodej
- 2004: Cudownie ocalony jako więźniarka „Cielęcina”
- 2008: Pora mroku jako pielęgniarka
- 2009: Miłość na wybiegu jako kobieta w samolocie
- 2012: Dzień kobiet jako dziennikarka Dorota
- 2013: Podejrzani zakochani jako kucharka
- 2013: Wałęsa. Człowiek z nadziei jako pielęgniarka

#### Seriale
- 1989: Modrzejewska
- 1992–1993: Kuchnia polska jako kobieta na dożynkach (odc. 3); Irina, ciocia Maszy (odc. 6)
- 1993: Żywot człowieka rozbrojonego (odc. 1)
- 1994: Spółka rodzinna jako sprzątaczka w szkole (odc. 7)
- 1995: Matki, żony i kochanki jako Zofia, nowa sekretarka Liperta
- 1995: Sukces jako Kioskarka w Spychowie (odc. 9)
- 1996: Awantura o Basię jako bufetowa w Mławie (odc. 1)
- 1999: Tygrysy Europy jako Stefcia Frątczakowa, żona dozorcy
- 2001: Przeprowadzki jako Kucharka w majątku Kubiczów (odc. 6)
- 2002: Plebania jako Jadzia, matka dziewczynki przystępującej do komunii (odc. 178 i 224)
- 2002–2008: Samo życie jako Hanna, siostra Ireny Gawor, ciotka Kingi
- 2002–2009: Na dobre i na złe jako pacjentka (odc. 125); Eugenia, żona Maksymiliana (odc. 360)
- 2003–2008: Na Wspólnej jako kioskarka
- 2004: Stacyjka jako Bronka, pielęgniarka w szpitalu i sędzia kolarska ((odc. 2, 3 i 4))
- 2004: Oficer jako kierowniczka banku ((odc. 1, 2))
- 2004: Bulionerzy jako Nadia, sprzątaczka Adamskiej (odc. 8)
- 2004: Camera Café jako Tyrolka (odc. 68)
- 2004: Czwarta władza jako pani naczelnik
- 2005: Boża podszewka II jako Repatriantka (odc. 1)
- 2005: Klinika samotnych serc jako pielęgniarka na oddziale chirurgii szpitala, którego ordynatorem jest doktor Grzegorz Kubicz (odc. 8)
- 2005: Pensjonat pod Różą jako matka Iwony (odc. 36 i 37)
- 2006: Ale się kręci jako Iwona Maciejakowa (odc. 6)
- 2007: Mamuśki jako Teściowa Januszka ((odc. 6))
- 2007–2008: Glina jako Pęczakowa (odc. 14 i 20)
- 2007: Halo Hans, czyli Nie ze mną te numery! jako siostra furtianka (odc. 11)
- 2008–2009: Ojciec Mateusz jako Janina, sąsiadka Wielickich ((odc. 2)); Teresa, przyjaciółka Natalii ((odc. 30))
- 2009: Sprawiedliwi jako akuszerka (odc. 7)
- 2009: Przystań jako matka Filipa i Darka (odc. 1 i 13)
- 2011: Przepis na życie jako recepcjonistka w przychodni Andrzeja (odc. 3)
- 2011: Aida jako dyrektor biura badań (odc. 12)
- 2012–2013: Lekarze jako salowa Zdzisia
- 2013: Rodzinka.pl jako klientka (odc. 90)

#### Dubbing
- 1998: Eerie, Indiana: Inny wymiar